# 503 (numero)
Cinquecentotré (503) è il numero naturale dopo il 502 e prima del 504.

## Proprietà matematiche
- È un numero dispari.
- È un numero difettivo.
- È un numero primo.
  - È un numero primo sicuro.
  - È un numero primo di Eisenstein.
- È un numero palindromo e un numero ondulante nel sistema di numerazione posizionale a base 8 (767).
- È un numero congruente.
- È parte della terna pitagorica (503, 126504, 126505).

## Astronomia
- 503 Evelyn è un asteroide della fascia principale del sistema solare.
- NGC 503 è una galassia ellittica della costellazione dei Pesci.

## Astronautica
- Cosmos 503 è un satellite artificiale russo.

## Autovetture
503 è il nome dato ad alcune autovetture da alcune case automobilistiche alle proprie autovetture. 
- BMW 503;
- Fiat 503.

## Informatica
503 Service Unavailable Error 
Il codice di stato HTTP 503 indica che il server al momento non è in grado di gestire i messaggi in entrata richieste. Solitamente questo errore si verifica perché il server è troppo occupato o temporaneamente non disponibile per interventi di manutenzione.

## Telecomunicazioni
+503 è il prefisso telefonico internazionale di El Salvador.